# Carige debrunneata
Carige debrunneata là một loài bướm đêm trong họ Geometridae.